# Syndroom van Crouzon
Het syndroom van Crouzon of dysostosis craniofacialis herededitaria is een aangeboren craniosynostosesyndroom. De aandoening wordt autosomaal dominant overgeërfd met wisselende expressie (leden van een familie kunnen een verschillend sterke mate van misvorming van de schedel en het gelaat vertonen). Bij circa één derde van de patiënten betreft het een nieuwe mutatie (die dan echter door de patiënt wel kan worden doorgegeven). De frequentie is ongeveer 1 op 25.000 geboorten.
Het syndroom werd voor het eerst beschreven door de Franse neuroloog Louis Crouzon in 1912.

## Kenmerken
- voortijdige sluiting van een aantal schedelnaden, waardoor de groei van de hersenen in het geding kan komen en de schedel een ongewoon hoge of brede vorm aan kan nemen.
- uitpuilende, wat wijder dan normaal uit elkaar staande ogen
- achterblijven van de groei van het middendeel van het gelaat (neus, bovenkaak)
- Het lijkt sterk op het syndroom van Apert, maar de hierbij optredende misvormingen van vingers en tenen ontbreken.

## Oorzaak
Een mutatie in het op chromosoom 10 gelegen gen FGFR2, net als bij het syndroom van Apert.

## Incidentie
In Nederland treft het syndroom van Crouzon 1 op 25.000 geboren kinderen. Het maakt ongeveer 5% van het totale aantal craniosynostosen uit.
Andere craniosynostosesyndromen zijn:
- Syndroom van Apert
- Syndroom van Carpenter
- Syndroom van Cohen
- Syndroom van Pfeiffer
- Syndroom van Saethre-Chotzen